# Lijst van burgemeesters van Hoorn
Dit is een lijst van burgemeesters van de Nederlandse gemeente Hoorn in de provincie Noord-Holland.

## 15e - 17e eeuw
| Ambtsperiode                 | Naam burgemeester                                                                   | Partij of stroming | Bijzonderheden |
| ---------------------------- | ----------------------------------------------------------------------------------- | ------------------ | --- |
| 1483                         | Jan van Leek                                                                        |                    | |
| 1493                         | Jan van Leek                                                                        |                    | |
| 1495                         | Jan van Leek                                                                        |                    | |
| 1496                         | Jan van Leek                                                                        |                    | |
| 1499                         | Jan van Leek                                                                        |                    | |
| 1503 - 1506                  | Jan van Leek                                                                        |                    | |
| 1508 - 1509                  | Jan van Leek                                                                        |                    | |
| 1511 - 1514                  | Jan van Leek                                                                        |                    | |
| 1518                         | Heyndrick Dircxsz Hoogerbeets                                                       |                    | |
| 1521                         | Heyndrick Dircxsz Hoogerbeets                                                       |                    | |
| 1523                         | Heyndrick Dircxsz Hoogerbeets                                                       |                    | |
| 1525                         | Heyndrick Dircxsz Hoogerbeets                                                       |                    | |
| 1527                         | Heyndrick Dircxsz Hoogerbeets                                                       |                    | |
| 1531                         | Heyndrick Dircxsz Hoogerbeets                                                       |                    | |
| 1532                         | Heyndrick Dircxsz Hoogerbeets                                                       |                    | |
| 1535                         | Heyndrick Dircxsz Hoogerbeets                                                       |                    | |
| 1538                         | Heyndrick Dircxsz Hoogerbeets                                                       |                    | |
| 1540                         | Heyndrick Dircxsz Hoogerbeets                                                       |                    | |
| 1541                         | Heyndrick Dircxsz Hoogerbeets                                                       |                    | |
| 1543                         | Heyndrick Dircxsz Hoogerbeets                                                       |                    | |
| 1553                         | Pieter Heyndricxsz Hoogerbeets                                                      |                    | |
| 1557                         | Pieter Heyndricxsz Hoogerbeets                                                      |                    | |
| 1560                         | Minnes (alias de organist)                                                          |                    | |
| 1563                         | Minnes (alias de organist)                                                          |                    | |
| 1582                         | Dirck Heyndricxsz Hoogerbeets                                                       |                    | |
| 1588                         | Dirck Heyndricxsz Hoogerbeets                                                       |                    | |
| 1590                         | Dirck Heyndricxsz Hoogerbeets                                                       |                    | |
| 1591                         | Cornelis Berckholt                                                                  |                    | |
| 1592                         | Dirck Heyndricxsz Hoogerbeets                                                       |                    | |
| 1603                         | Willem Pieterszoon Crap                                                             |                    | |
| ? - ?                        | Simon Meynertszoon Coninck                                                          |                    | [ 1 ] |
| 1619                         | Outger Jacobsz, Albert Fransz Sonck, Cornelis Keyser, Dirk Dirksz. Ben              |                    | |
| 1620                         | Cornelis Keyser, Olphert Barentsz, Zeger Symonsz, Bastiaen Reynertsz                |                    | |
| 1621                         | Basteaen Reynertsz, Outger Iacobsz, Albert Burritsz, Maerten Jansz Groot            |                    | |
| 1622                         | Albert Burritsz, Olphert Barentsz, Iacob Symonsz Koning, Cornelis Keyser            |                    | |
| 1623                         | Iacob Symonsz Koning, Claes Veen, Pieter Jansz Wijnkoop, Mr. Ian van Neck Dijkgraef |                    | |
| 1635                         | Maerten Jansz Groot                                                                 |                    | |
| 1636                         | Mr. Jan van Foreest (Alkmaar, 4 oktober 1586 - Hoorn, 27 oktober 1651) (??x)        |                    | |
| ? - ?                        | Olphert Barents                                                                     |                    | |
| ? - ?                        | Mr. Jan Christiaan van de Blocqerij                                                 |                    | |
| 1653                         | Nanning Kayser                                                                      |                    | |
| 1654 - 1671                  | Jacob Sijms (Hoorn, 6 januari 1630 - Hoorn, 30 september 1673) (4x)                 |                    | |
| 1663                         | Jan van der Beecke                                                                  |                    | |
| 1658 - 1675                  | Mr. Meijndert Sonck (Hoorn, 12 maart 1626 - Hoorn, 6 oktober 1675) (5x)             |                    | |
| ca. 1670 - 21 september 1672 | Reinier Langewagen (??)                                                             |                    | |
| 1672                         | Mr Meijnard Sonck, Mr Willem van Neck, Nicolaas Minnes, Jacob Roose Krans.          |                    | Uit: "Kroniek van Hoorn", register houdende aantekeningen betreffende de stadsgeschiedenis deel 1 - 1719_Hoor_Spru_219 |
| 1677                         | Otto Hinlopen (? - 31 juli 1681)                                                    |                    | |
| 1679                         | Otto Hinlopen                                                                       |                    | |
| 1683                         | Mr. Jacob van Foreest (Hoorn, 17 oktober 1640 – Hoorn, 3 januari 1708) (??x)        |                    | |

## 18e en 19e eeuw
| Ambtsperiode | Naam burgemeester | Partij of stroming | Bijzonderheden |
| ------------ | --- | ------------------ | -------------- |
| 1715 - 1721  | Mr. François van Bredehoff (Hoorn, 4 april 1648 - Hoorn, 14 mei 1721) burgemeester, schout en belastingontvanger (8x) |                    |                |
| 1718 - 1745  | Mr. Nanning van Foreest (Hoorn, 2 februari 1682 - Beemster, 15 augustus 1745) (10x)                                   |                    |                |
| 1747         | Mr. Cornelis Kristoffel van Akerlaken                                                                                 |                    |                |
| 1750         | Lucas van Neck Merens                                                                                                 |                    |                |
| 1754         | Lucas van Neck Merens                                                                                                 |                    |                |
| 1757         | Lucas van Neck Merens                                                                                                 |                    |                |
| 1762         | Lucas van Neck Merens                                                                                                 |                    |                |
| 1770         | Lucas van Neck Merens                                                                                                 |                    |                |
| 1745 - 1778  | Joan Abbekerk Crap (Hoorn, 28 november 1706 - Hoorn, 15 augustus 1778.) (4x)                                          |                    |                |
| 1808 - 1844  | Jacob Cornelis van de Blocquery                                                                                       |                    |                |
| 1844 - 1862  | Jhr.mr. Pieter van Akerlaken (bijgenaamd "Piet Almachtig") (Hoorn, 15 juli 1792 - Hoorn, 20 september 1862)           |                    |                |
| 1862 - 1875  | Jhr. Mr. Willem Christiaan Jan de Vicq (Hoorn, 9 juni 1819 - Hoorn, 7 januari 1892)                                   |                    |                |
| 1875 - 1891  | Mr. W.K. Baron van Dedem (Heerde, 1839 - Calcutta, India, 1895)                                                       |                    |                |
| 1891 - 1904  | August Eduard Zimmerman                                                                                               |                    |                |

## 20e en 21e eeuw
| Ambtsperiode               | Naam burgemeester                 | Partij of stroming | Bijzonderheden                                                |
| -------------------------- | --------------------------------- | ------------------ | ------------------------------------------------------------- |
| 1905 - 1913                | Hendrik Willem de Joncheere       |                    |                                                               |
| 1913 - 1921                | A.A. de Jongh                     |                    | (Zuidland, 23 november 1856 - Den Haag, 4 januari 1941)       |
| 1921 - 1933                | G.J. Bisschop                     |                    |                                                               |
| 1933 - 1942                | Hendrik Carel Leemhorst           |                    | aanvankelijk waren zijn voornamen "Heinrich Carl" (1884-1974) |
| 1942 - 7 mrt. 1943         | Hendrik Reinier Schottee de Vries |                    | (overleden: Hoorn, 7 maart 1943)                              |
| 1944 - 7 mei 1945          | Johannes Pieter Zondervan         | NSB                |                                                               |
| 7 mei 1945 - 9 mei 1945    | Dhr. Kroon                        |                    | waarnemend                                                    |
| 9 mei 1945 - 1949          | Hendrik Carel Leemhorst           |                    |                                                               |
| 16 nov. 1949 - 1 jun. 1971 | Mr. Dr.Benjamin Richard Canneman  | PvdA               |                                                               |
| 1971 - 1981                | F. (Freerk) Tjaberings            | PvdA               |                                                               |
| 1 feb. 1982 - 2003         | Mr. P.M.G.P. (Pierre) Janssens    | PvdA               | [ 3 ]                                                         |
| 2003 - 14 sep. 2015        | Dr. G.O. (Onno) van Veldhuizen    | D66                |                                                               |
| 15 sep. 2015 - 17 mei 2016 | Mr. Y.P. (Yvonne) van Mastrigt    | PvdA               | waarnemend                                                    |
| 17 mei 2016 - heden        | Mr. J. (Jan) Nieuwenburg          | PvdA               | [ 5 ]                                                         |